# 錫加倫群島
69°10′S 39°28′E / 69.167°S 39.467°E
錫加倫群島，是南極洲的群島，位於毛德皇后地的哈拉爾王子海岸，處於呂佐夫-霍爾姆灣東部，根據挪威探險隊拍攝的空中照片繪入地圖，現時由南極條約體系管理。